# Low Jun Yu
Low Jun Yu (* 21. April 2001 in Singapur) ist ein Leichtathlet aus Singapur, der sich auf den Stabhochsprung spezialisiert hat und in dieser Disziplin Inhaber des Landesrekords ist.

## Sportliche Laufbahn
Erste internationale Erfahrungen sammelte Low Jun Yu im Jahr 2023, als er bei den Hallenasienmeisterschaften in Astana mit übersprungenen 4,60 m den zehnten Platz belegte. Im Mai startete er bei den Südostasienspielen in Phnom Penh, brachte dort aber keinen gültigen Versuch zustande, wie auch bei den Asienmeisterschaften 2025 in Gumi. Daraufhin verpasste er bei den World University Games in Bochum mit 5,05 m den Finaleinzug. 
2024 wurde Low singapurischer Meister im Stabhochsprung.